# Tête de Cabeau
La tête de Cabeau est une montagne de France située en Haute-Savoie, dans la chaîne des Aravis, au-dessus de Manigod à l'ouest et de La Clusaz au nord-est. Elle est séparée de la crête principale de la chaîne des Aravis au sud-est par le col de Merdassier et par le plateau de Beauregard au nord-ouest par le col de la Croix Fry. Le sommet de la montagne est constitué d'une séries de bosses culminant à 1 658 mètres d'altitude ; sur ces bosses se trouvent une table d'orientation et une antenne de télécommunication. Une partie du domaine skiable de la station de sports d'hiver de Manigod se trouve sur la montagne avec quatre télésièges et six téléskis qui desservent plusieurs pistes de ski évoluant dans la forêt.

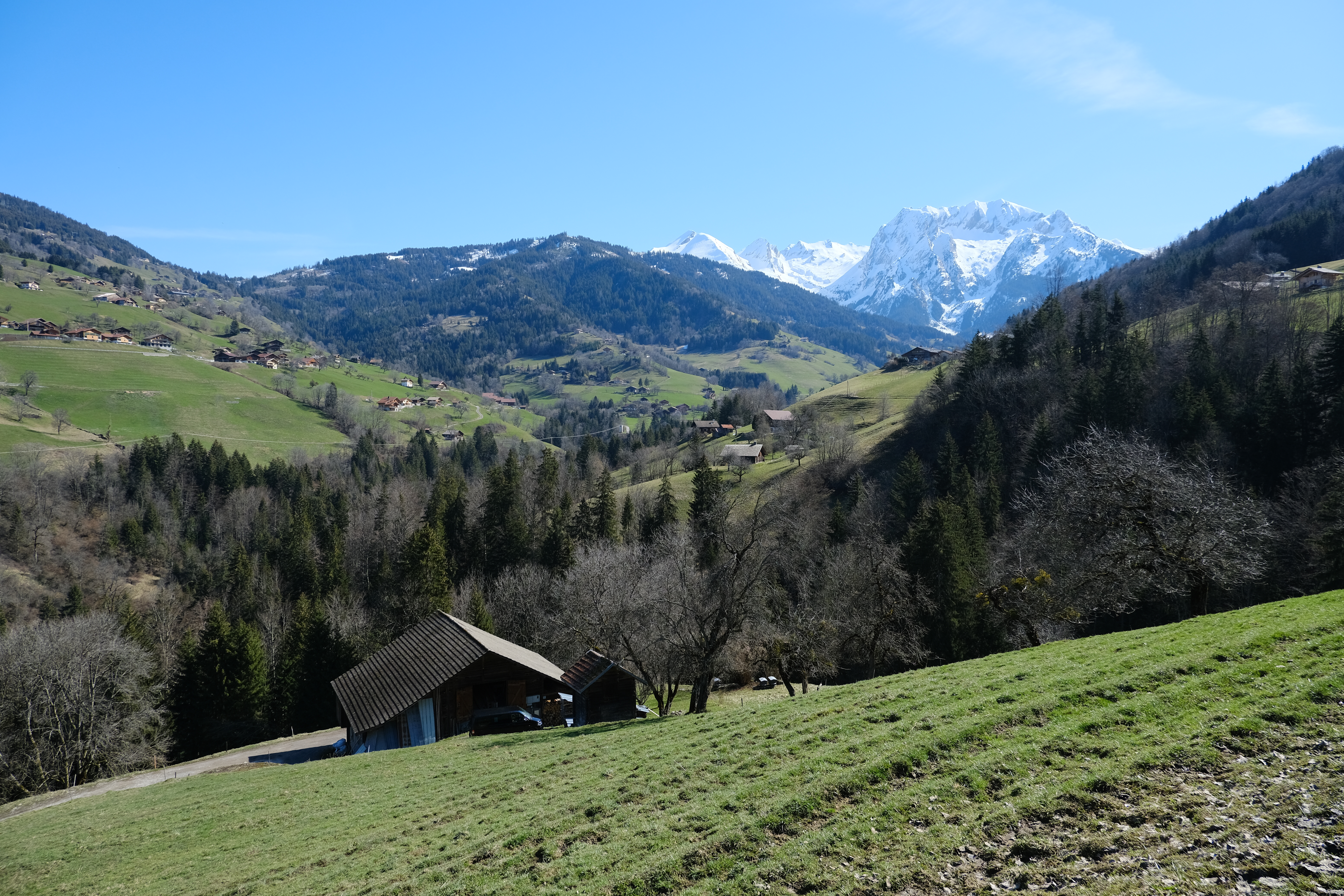
La tête de Cabeau dominée par l'Étale depuis la vallée de Manigod à l'ouest.

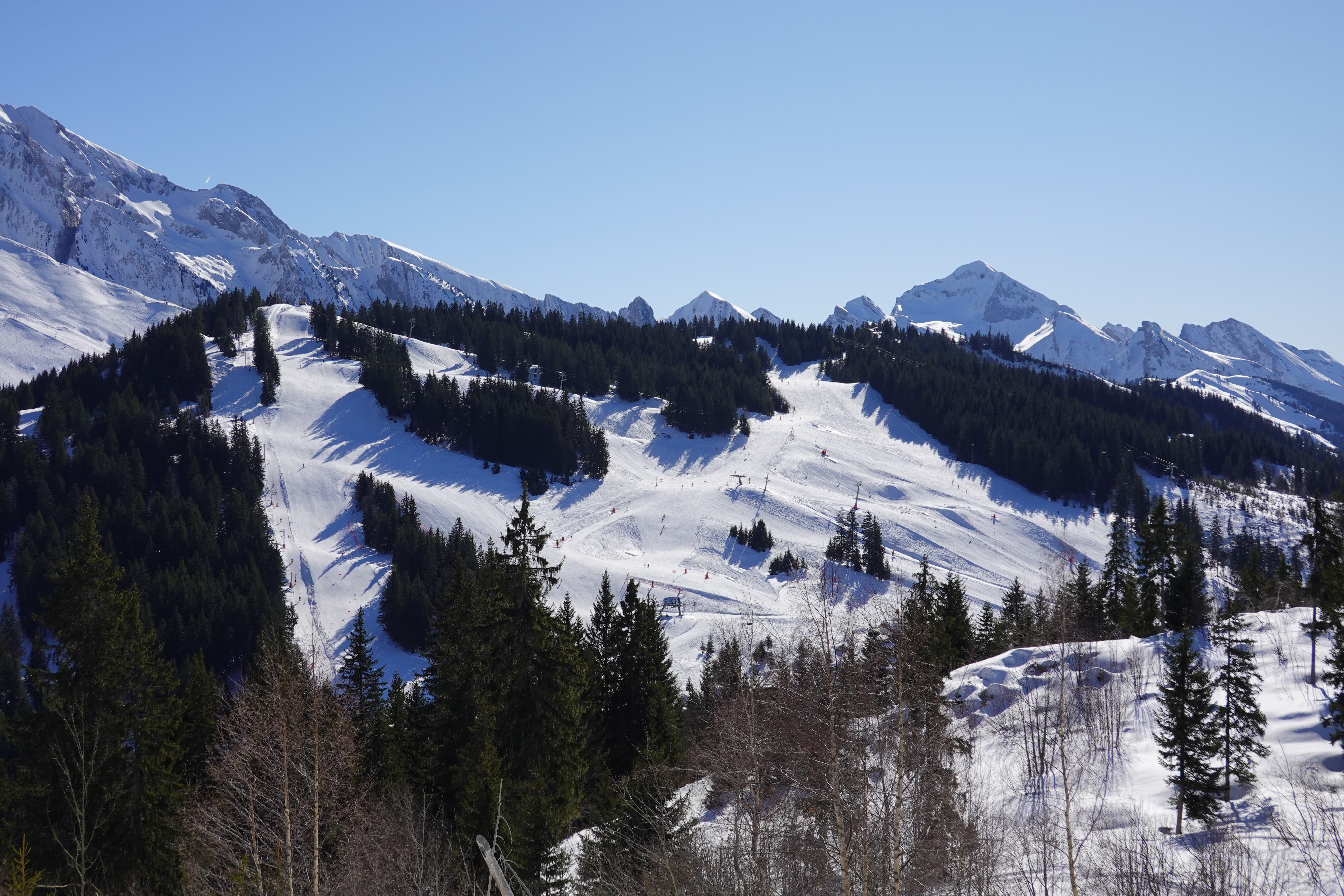
Paysage enneigé de la tête de Cabeau couverte de remontées mécaniques et de pistes de ski vue depuis le plateau de Beauregard avec la chaîne des Aravis au dernier plan.